# Parona (Verona)
Parona (precedentemente Parona di Valpolicella) è una frazione di 3 355 abitanti del comune di Verona nel Veneto. Fu comune autonomo fino al 1927. Attualmente fa parte della Circoscrizione 2 Nord-Ovest del comune di Verona.
Parona nel passato fu un porto importante sul fiume Adige, soprattutto come porta di ingresso a Verona per le merci provenienti dal nord Europa.

## Etimologia
Il nome del paese potrebbe derivare dal termine latino parronius, letteralmente “luogo pieno di sassi e rocce”, oppure secondo un’altra ipotesi dalle numerose “parone”, cioè le padrone delle osterie, presenti sul territorio.  

## Geografia fisica

### Territorio
La cittadina, posta alle porte della Valpolicella, è attraversata da due strade principali provinciali parallele, la S.P. 1a del Brennero e la S.P. 4 della Valpolicella.

## Storia
La prima documentazione scritta inerente Parona risale al Medioevo; più precisamente il documento più antico è dell'anno 954. Il paese era sotto il controllo dell'Abbazia di San Zeno la quale, nel 1165, lo infeudò ad una tra le più potenti famiglie veronesi: i Monticali. Parona rivestiva notevole importanza strategica, in quanto posizionata sulla strada romana Claudia Augusta Padana, passaggio obbligato per tutti gli eserciti invasori.
La nascita del comune rurale di Parona risale alla seconda metà del Duecento.
Le principali attività economiche erano di natura agricola, legate alla lavorazione della pietra e della lana; oltre a tutte le attività collegate alla navigazione fluviale.
Una data importante per il paese è la pestilenza del 1630, che dimezzò gli abitanti.
L'Ottocento è il secolo delle dominazioni straniere e per Parona ci furono importanti novità; infatti si ricordano in quegli anni la nascita dell'asilo e delle scuole elementari, la ricostruzione della chiesa, la costruzione delle ferrovie Verona - Brennero e Verona - Caprino e il passaggio del paese sotto il controllo della famiglia Alessandri.
Nel Novecento si ricorda, in modo terribile, il bombardamento alleato del luglio 1944, che provocó morte e distruzione.

## Monumenti e luoghi d'interesse

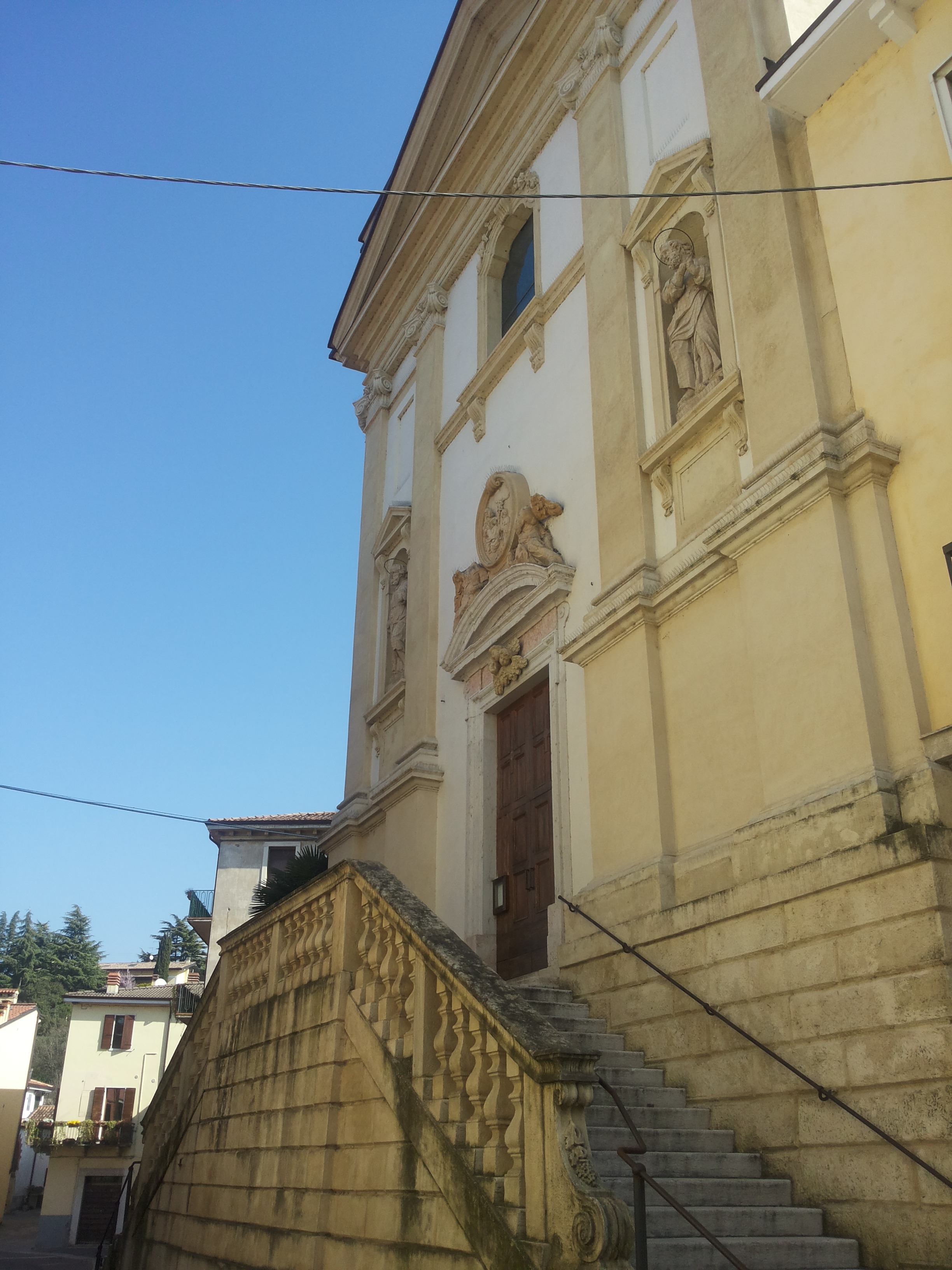
Facciata della Chiesa di Parona.

Parona può vantare diverse ville signorili e un acquedotto romano, situato presso la galleria sulla strada provinciale della Valpolicella. Di non particolare interesse architettonico e storico, ma molto importante come nodo ferroviario, il ponte della ferrovia: come lo si può ammirare oggi, è molto diverso da come era in passato, dopo il bombardamento alleato e per il recente rimodernamento ma soprattutto per l'apposizione di un'alta barriera di ferro che separa i binari dallo stretto camminamento che permette a pedoni motorini e biciclette di attraversare.
Il campanile della chiesa parrocchiale dei Santi Filippo e Giacomo ospita 6 melodiose campane in Mib3 montate per essere suonate secondo la tecnica dei concerti di Campane alla veronese.

## Eventi e manifestazioni
La sua manifestazione più tipica è la "Festa de la Renga", dedicata al piatto tipico della polenta con aringa. Si svolge ogni anno il mercoledì delle Ceneri.
La manifestazione riempie il paese di persone provenienti da tutta la provincia e oltre, essendo la chiusura del carnevale veronese.
Nel primo pomeriggio si può vedere la sfilata delle maschere con in testa la maschera del paese, "la parona de Parona" e il sire del carnevale veronese "il Papà del Gnoco". Sfilano per le strade tra la gente regalando caramelle ai bambini e si ritrovano nel parco cittadino di piazza del Porto, presentandosi alla popolazione e ravvivando così la giornata.